# La Estancia 1ra. Sección Santa María Magdalena
La Estancia 1ra. Sección Santa María Magdalena är en ort i Mexiko.   Den ligger i kommunen Tepeji del Río de Ocampo och delstaten Hidalgo, i den sydöstra delen av landet, 70 km nordväst om huvudstaden Mexico City. La Estancia 1ra. Sección Santa María Magdalena ligger 2 354 meter över havet och antalet invånare är 279.
Terrängen runt La Estancia 1ra. Sección Santa María Magdalena är kuperad österut, men västerut är den platt. Runt La Estancia 1ra. Sección Santa María Magdalena är det ganska tätbefolkat, med 155 invånare per kvadratkilometer. Närmaste större samhälle är Tepeji de Ocampo, 12,4 km sydost om La Estancia 1ra. Sección Santa María Magdalena. I omgivningarna runt La Estancia 1ra. Sección Santa María Magdalena växer huvudsakligen savannskog.